# 穆斯冰川
穆斯冰川（英語：Muus Glacier），是南極洲的冰川，位於帕爾默地，在1974年由美國地質調查局繪入地圖，以該國研究隊的海洋學家命名，現時由南極條約體系管理。